# 아순상 크리스타스

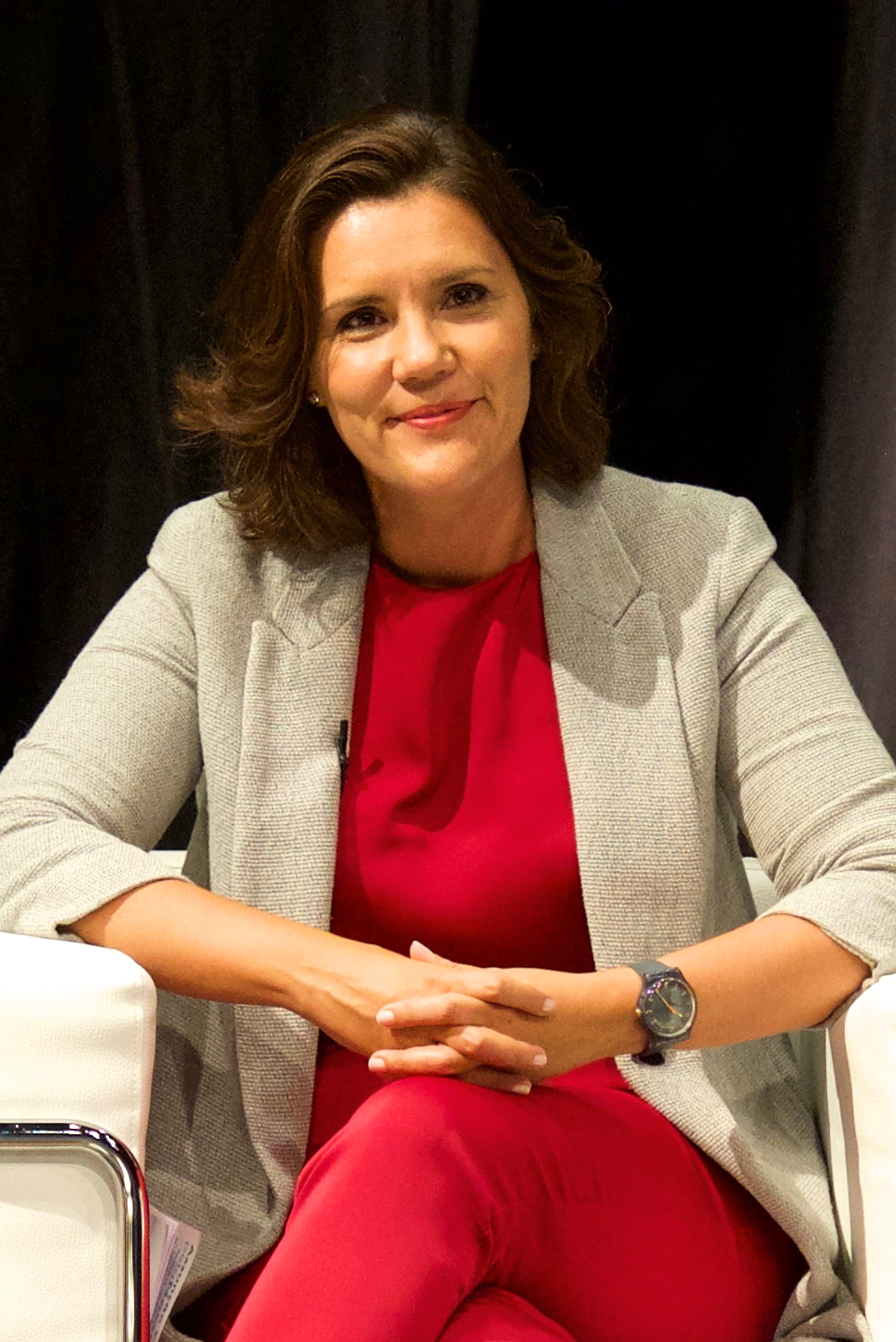
아순상 크리스타스

마리아 다 아순상 드 올리베이라 크리스타스 마샤두 다 그라사(포르투갈어: Maria da Assunção de Oliveira Cristas Machado da Graça, 1974년 9월 28일 ~ )는 포르투갈의 변호사, 교수, 보수주의 정치인으로 현재 인민당의 대표이다.
2011년부터 2015년까지 페드루 파수스 코엘류 내각에서 농업해상환경국토계획부 장관을 지냈다. 2017년 21%의 득표율로 리스본 시의회 야권대표로 선출되었다.

## 어린 시절
리스본 신대학교에서 변호사 교육 과정을 거쳤으며, 교수로도 활동했다. 1997년 리스본 대학교에서 법학 학위를 취득했으며, 1999년 포르투갈 변호사 협회에서 변호사 자격을 얻았고, 2004년 사법 박사 학위를 취득했다.

## 정치 경력
2007년 이래 인민당원으로 활동하고 있다. 2009년 레이리아 선거구의 국회의원으로 당선되었으며, 2011년 재선에 성공하였다. 선거 후 승리한 사회민주당(이하 사민당)과의 연정 협상에 참여했으며, 이후 사민당-인민당 연립정부가 구성되었다.